# SV Eintracht 08 Osnabrück
Sport Verein Eintracht Osnabrück vom 1908 e.V. é uma agremiação alemã, fundada em 1908, sediada em Osnabrück, na Baixa Saxônia. Além do futebol, a sociedade dispõe de departamentos de badminton, taekwondô e tênis

## História
Fundado, em 1908, até o término da Segunda Guerra Mundial, suas participações foram discretas em termo de resultados. Em 1945, o clube foi dissolvido pelas autoridades aliadas de ocupação como processo de desnazificação. Contudo, a associação foi rapidamente reconstituída.
A partir de 1947, a DFB, Federação Alemã de Futebol, criou cinco ligas intituladas Oberligas de nível máximo. A região norte foi convertida em Oberliga Norte, existindo de 1947 a 1963. Diretamente abaixo se encontravam algumas ligas cujo nome e estrutura variava segundo a localização. Na Baixa Saxônia, foi aberta uma liga intitulada Landesliga, a qual foi dividida em cinco grupos: Braunschweig, Bremen, Hannover, Hildesheim, e Osnabrück, este último renomeado Grupo Weser-Ems em 1948.
Na temporada 1947-1948, o SV Eintracht Osnabrück 08 conquistou a Landesliga Niedersachsen, Grupo Osnabrück. A partir da temporada 1949-1950, os cinco grupos da Landesliga foram reagrupados para formar a Amateurliga Niedersachsen, que foi dividida em dois grupos, leste e oeste. Na primeira temporada o time foi campeão dessa divisão pelo grupo do oeste. Na fase final, conquistou o direito de ascender à Oberliga Nord, divisão que durou de 1947 a 1963.
A equipe se salvou do descenso por duas temporadas graças ao melhor saldo de gols em relação ao adversário direto. Contudo, na terceira temporada o rebaixamento foi inevitável.
De volta à Amateurliga Niedersachsen, Grupo Oeste, o Eintracht Osnabrück permaneceu algumas temporadas no topo da tabela. Sagrou-se vice-campeão atrás somente do TSR Olympia Wilhelmshaven, em 1956, atrás do Arminia Hannover II, em 1958.
Um novo vice-campeonato, desta vez atrás do VfB Oldenburg, em 1959, o elevou à Oberliga via fase final. Apesar do êxito, a equipe sofreu novo descenso no ano seguinte. O time então passou quatro temporadas na Amateurliga Niedersachsen, Grupo Oeste. Contudo, no fim da temporada 1963-1964, caiu para a terceira divisão. O rebaixamento ocorreu por conta da criação da Bundesliga, a nova liga de futebol da Alemanha e da instauração da Regionalliga, como o segundo módulo. Hoje é o quarto, com a crição da 3. Fußball-Liga. A Amateurliga Niedersachsen foi convertida em uma única série a partir da fusão das duas chaves, a leste e oeste. A ficar em sétimo lugar, o clube foi novamente rebaixado.
Sua fase de ouro acabara. O time ainda voltaria ao nível 3, em 1965, mas cairia novamente após uma temporada.
Em 1974, a DFB, Federação Alemã de Futebol, criou a 2. Bundesliga, equivalente a segunda divisão. A região norte, assim como o oeste de Berlin foram inseridas em um terceiro nível unificado. Para o norte, foi criada a Oberliga Nord, que funcionaria de 1974 a 1994. Ao mesmo tempo, a Amateurliga Niedersachsen se tornaria a quarta divisão e foi rebatizada de Landesliga Niedersachsen. Seria ainda renomeada, em 1978, Verbandsliga Niedersachsen. O Eintracht Osnabrück não veio a integrá-la.
Em 1994, a Regionalliga foi estabelecida como o terceiro módulo, o que ocorreria até 2007, pois no ano seguinte, com a criação da 3. Fußball-Liga, a antiga divisão passaria a equivaler ao quarto módulo. Todas as ligas inferiores recuaram um módulo. O time passou a atuar no quinto nível e não retornaria mais às divisões superiores.

## Títulos
- Campeão da Landesliga Niedersachsen, Grupo Osnabrück: 1948;
- Campeão da Amateurliga Niedersachsen, Grupo West: 1950;
- Vice-campeão da Amateurliga Niedersachsen, Grupo West: 1956, 1958, 1959;

## Cronologia recente
| Temporada | Divisão                        | Posição |
| 2006–07   | Kreisliga Osnabrück Stadt      | 1° ↑    |
| 2007–08   | Bezirksliga 5 (Südost)         | 16° ↓   |
| 2008–09   | Kreisliga Osnabrück Stadt      | 15° ↓   |
| 2009–10   | 1. Kreisklasse Osnabrück-stadt | 12°     |
| 2010–11   | 1. Kreisklasse Osnabrück-stadt | 3° ↑    |
| 2011–12   | Kreisklasse Osnabrück-stadt    | 12°     |